# Pandanus diversus
Pandanus diversus är en enhjärtbladig växtart som beskrevs av Harold St.John. Pandanus diversus ingår i släktet Pandanus och familjen Pandanaceae.
Artens utbredningsområde är Assam (Indien). Inga underarter finns listade.